# Tympanuchus phasianellus columbianus
Gà gô Columbia (Danh pháp khoa học: Tympanuchus phasianellus columbianus) là một phân loài của loài Tympanuchus phasianellus có nguồn gốc ở miền Tây Hoa Kỳ và British Columbia. 

## Đặc điểm
Trong số bảy phân loài của loài Tympanuchus phasianellus, gà gô Columbia là phân loài có kích thước nhỏ nhỏ nhất với chiều dài trung bình từ 38–51 cm (15-20 inch). Chúng có bộ lông với một dấu vệt màu xám nâu, trắng và đen và một cái đuôi hình nêm trắng. Con trống có đuôi dài hơn, với miếng dán màu tím ở dưới cổ họng và có màu vàng trên mắt.

## Phân bố
Lịch sử phân bố của nó trải dài từ British Columbia về phía Nam thông qua Đông Washington và Oregon đến Đông Bắc California, Nevada, và Utah và sau đó về phía tây tới Continental Divide. Phân loài này sống trong các thảo nguyên cây thảo, thảo nguyên cây bụi núi và các vùng ven biển. Nó được mô tả lần đầu tiên bởi cuộc thám hiểm Lewis và Clark và được George Ord đặt tên.
Do sự mất mát quá nhiều về chỗ ở, nó không còn tồn tại trong phần lớn phạm vi của nó, và chỉ tồn tại ở những quần thể bị cô lập, biệt lập có ít hơn 10% môi trường sống ban đầu của chúng. Những quần thể này bị cô lập ở trung tâm British Columbia, phía đông nam Idaho và phía bắc Utah, và tây bắc Colorado và phía nam Wyoming.
Chúng đã biến mất hoàn toàn từ Oregon vào những năm 1960, nhưng đã được du nhập lại ở Hạt Wallowa vào năm 1991, một quần thể nhỏ của các loài chim bây giờ vẫn tồn tại vùng Leap of Zumwalt Prairie. Chúng được đề nghị liệt kê là bị đe doạ theo đạo luật Các loài nguy cấp, nhưng đã bị từ chối. Hiện tại, phân loài này đang được coi là Loài quan tâm ở một số bang của Hoa Kỳ.